# Густаво Пінедо
Густаво Пінедо (ісп. Gustavo Pinedo, нар. 18 лютого 1988, Санта-Крус-де-ла-Сьєрра) — болівійський футболіст, півзахисник клубу «Універсітаріо» (Сукре).

## Клубна кар'єра
Народився 18 лютого 1988 року. Вихованець футбольної «Академії Тауїчі» з рідного міста Санта-Крус-де-ла-Сьєрра.
2006 року потрапив до Іспанії, де провів один сезон в другій команді «Кадіса» у четвертому іспанському дивізіоні. Після цього приєднався до «Хереса», який віддав гравця в оренду до клуба «Рота» з п'ятого дивізіону, де Пінедо провів 15 матчів, забивши 1 гол.
Протягом сезону 2008/09 років захищав кольори другої команди «Альмерії», за яку провів 8 матчів і забив 1 гол в четвертому дивізіоні Іспанії.
Влітку 2009 року перейшов в одеський «Чорноморець». У Прем'єр-лізі України дебютував 22 серпня 2009 року у виїзному матчі проти криворізького «Кривбасу». Болівієць вийшов на заміну на 70 хвилині замість Руслана Левиги, а вже за 10 хвилин на ньому у штрафному майданчику сфолив Віталій Комарницький і Пінедо заробив для своєї команди пенальті, яке реалізував Віталій Балашов, встановивши остаточний рахунок матчу 3:2 на користь одеситів. Всього за сезон Пінедо зіграв 8 матчів у складі одеської команди і навіть забив гол у ворота донецького «Металурга» (1:1), проте за підсумками сезону 2009/10 «Чорноморець» посів передостаннє 15 місце, обігнавши лише «Закарпаття», і вилетів з Прем'єр-ліги. Після цього у травні 2010 року контракт з Густаво продовжений не був і він отримав статус вільного агента.
Влітку 2010 року Густаво повернувся на батьківщину, де виступав за «Блумінг», «Реал Маморе», «Ла-Пас» та «Універсітаріо» (Сукре), вийгравши з останнім у 2014 році чемпіонат Болівії (Клаусура).
В липні 2014 року перейшов в аргентинський «Сан-Мартін» (Сан-Хуан), з яким в першому ж сезоні зайняв друге місце в Примері Б і вийшов до елітного дивізіону країни. Наразі встиг відіграти за сан-хуанців 22 матчі в національному чемпіонаті.

## Виступи за збірну
Виступав за юнацьку і молодіжну збірну Болівії. Грав на молодіжному Кубку Америки 2007, де навіть забив гол у ворота однолітків з Перу, проте його збірна не змогли вийти з групи. 
У складі національної збірної Болівії в 2007 році провів два товариських матчах проти ПАР і Північної Ірландії.

## Досягнення
- Чемпіон Болівії (1): 2014 (Клаусура)